# Heathkit H8

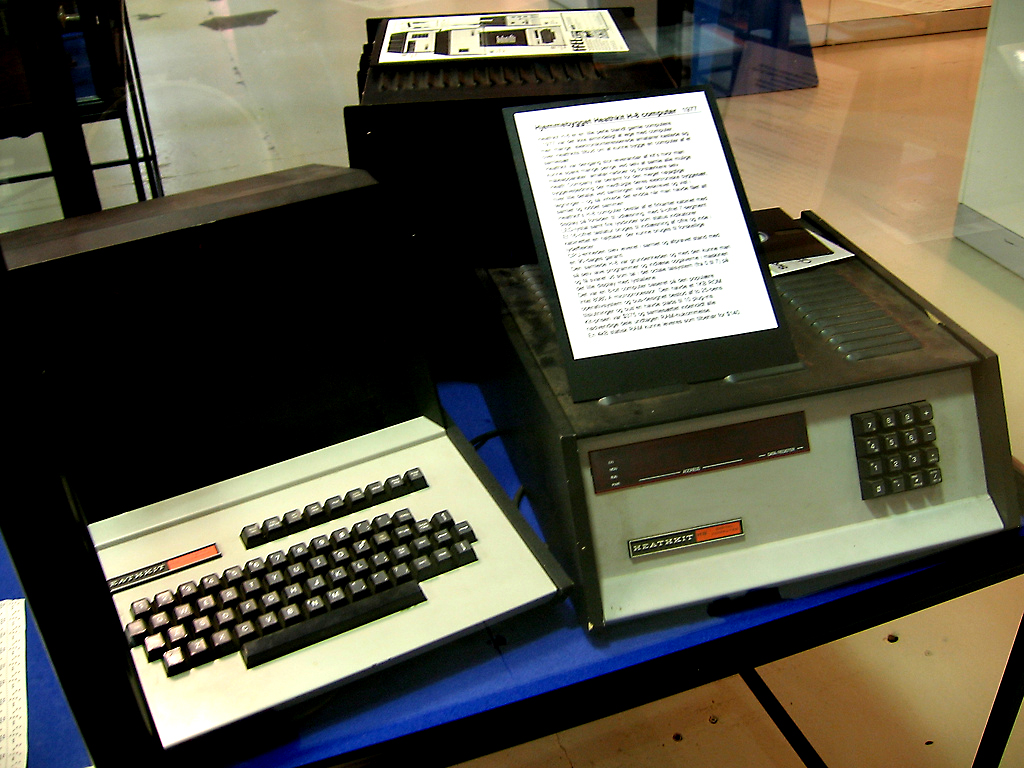
Heathkit H8 (rechts) und H9 (links)

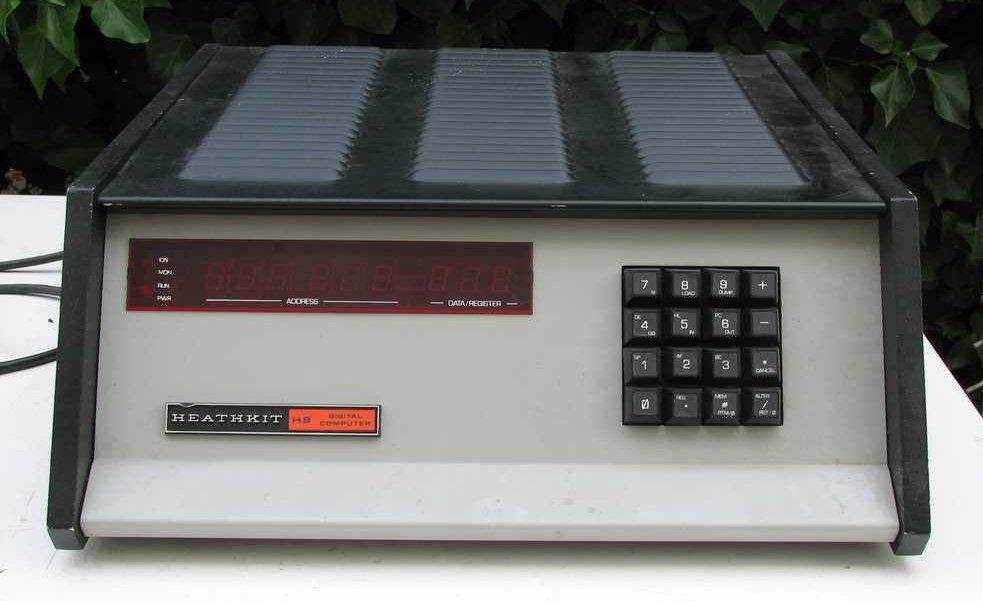
Heathkit H8

Der H8 war ein Computer der Firma Heathkit in Bausatzform und wurde ab 1977 verkauft. Er war einer der ersten Computer für den Heimanwender. Der Grundbausatz kostete zur Markteinführung 375 US-$.

## Technik
Der Rechner basierte auf einem Intel 8080A. Er verfügte im Grundausbau über eine Tastatur mit 16 Tasten für die Eingabe von oktalen Daten. Zur Anzeige von Daten war ein LED-Display aus Siebensegment-Anzeigen verbaut. Im Grundbausatz war ein ROM mit einer Größe von 8 kB enthalten. Zusätzlich waren Speicherkarten mit einer Größe von je 4 kB verfügbar, mit denen der Hauptspeicher bis auf 32 kB ausgebaut werden konnte. Zum Anschluss von externen Geräten hatte das System einen proprietären 50-Pin Bus. Betrieben wurde das System mit dem Betriebssystem HDOS.
Der Bausatz alleine war jedoch noch nicht einsatzfähig. Es wurde mindestens eine H8-1 Speichererweiterungkarte für 140 US-$ benötigt. Zusätzlich konnte das System um die folgenden Komponenten erweitert werden:
- Datasette H8-5 zum Preis von 110 US-$[3]
- H9 Terminal mit Bildschirm und alphanumerischer Tastatur für 530 US-$[4]
- H10 Lochstreifenschreiber/-stanzer für 350 US-$[4]

Ab 1978 war eine Diskettenstation mit zwei Laufwerken zum Preis von 675 US-$ erhältlich.